# Aram (hijo de Hezrón)
Aram o Ram (en hebreo: רם‎, Ram) ancestro del Rey David, era hijo de Hezrón ( 1Crónicas 2:09)
Su línea genealógica también está registrada en Ruth 4:19 y Mateo 1:3
Sobre él se sabe poco, excepto que vivía cuando los israelitas estaban en Egipto.
- Datos: Q1824842